# Jörg Handrick
Jörg Handrick (* 20. Juli 1968 in Weißwasser) ist ein ehemaliger deutscher Eishockeyspieler, der in seiner aktiven Zeit unter anderem für den EV Landshut und die München Barons in der Deutschen Eishockey Liga gespielt hat.

## Karriere
Jörg Handrick begann seine Karriere als Eishockeyspieler in seiner Heimatstadt bei Dynamo Weißwasser, mit dem er 1989 und 1990 jeweils DDR-Meister wurde. Nach der deutschen Wiedervereinigung und der damit verbundenen Aufnahme des in der Zwischenzeit in PEV und später ES Weißwasser umbenannten Vereins in die Bundesliga blieb Handrick zunächst zwei weitere Jahre bei den Lausitzern, ehe er im Sommer 1992 zu deren Ligarivalen EV Landshut, für den er die folgenden sieben Jahre – ab 1994 in der neugegründeten DEL – auf dem Eis stand. Als Landshut 1999 seine DEL-Lizenz verkaufte, schloss sich der Angreifer den München Barons an, die den Platz Landhuts in der DEL übernahmen. Mit den Barons wurde Handrick in der Saison 1999/2000 Deutscher Meister. Ein Jahr später zog er erneut mit den Bayern in das Finale um die deutsche Meisterschaft ein, in dem er jedoch mit seiner Mannschaft dem damaligen DEL-Rekordmeister Adler Mannheim unterlag. Im Anschluss an die Saison 2002/03, die er beim EC Bad Tölz in der 2. Bundesliga verbrachte, beendete der ehemalige Nationalspieler der DDR und BRD seine Laufbahn.

### International
Für die DDR nahm Handrick an den B-Weltmeisterschaften 1989 und 1990 teil. Für Deutschland nahm er an der Weltmeisterschaft 1994 sowie den Olympischen Winterspielen 1994 in Lillehammer teil.

## Erfolge und Auszeichnungen
- 1989 DDR-Meister mit Dynamo Weißwasser
- 1990 DDR-Meister mit Dynamo Weißwasser
- 1995 Deutscher Vizemeister mit dem EV Landshut
- 2000 Deutscher Meister mit den München Barons
- 2001 Deutscher Vizemeister mit den München Barons